# Femme ou Démon
Pour plus de détails, voir Fiche technique et Distribution.
Femme ou Démon (Destry Rides Again) est un western américain réalisé par George Marshall, sorti en 1939, et inscrit sur la liste du National Film Registry en 1996.

## Synopsis
Dans une ville de l'Ouest américain où règne la corruption, un shérif-adjoint ennemi de la violence, Tom Destry, entreprend de faire respecter la loi sans tirer un coup de feu. Il rencontre une belle et séduisante chanteuse de saloon, Frenchy, qui va servir sa cause.

## Fiche technique
- Titre original : Destry Rides Again
- Titre français : Femme ou Démon ; La Femme sans loi[1], Et tourne les chevaux de bois (titres alternatifs)[2]
- Réalisation : George Marshall
- Scénario : Felix Jackson, Gertrude Purcell[3] et Henry Myers d'après une histoire de Felix Jackson inspirée du roman Destry Rides Again (en) de Max Brand
- Production : Joe Pasternak et Islin Auster
- Direction artistique : Jack Otterson (en) et Martin Obzina
- Décors : Russell A. Gausman
- Costumes : Vera West (robes)
- Photographie : Hal Mohr
- Son : Bernard B. Brown
- Montage : Milton Carruth
- Musique : Frank Skinner
- Chansons : Frank Loesser (paroles) et Friedrich Hollaender (musique)
- Direction musicale : Charles Previn

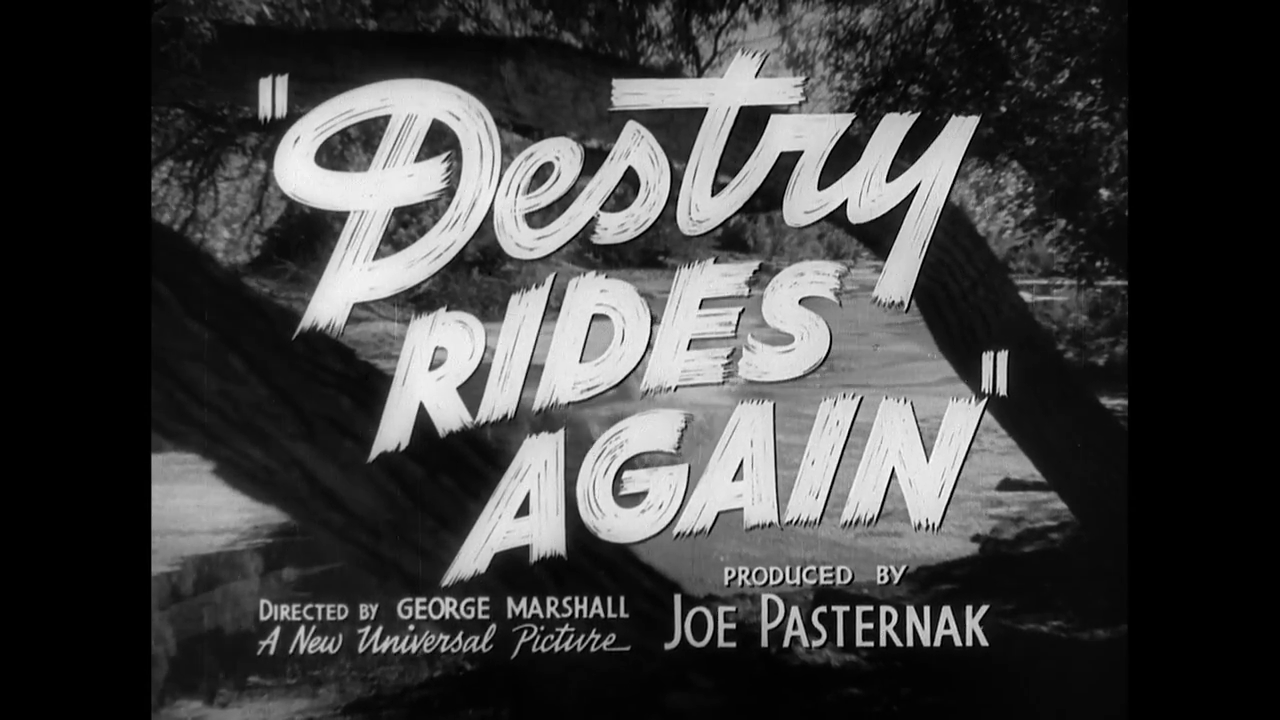
Titre original (Bande annonce)

- Société de production et de distribution : Universal Pictures
- Pays de production :  États-Unis
- Langues : anglais et russe
- Format : Noir et blanc - 35 mm - 1,37:1 - Mono (Western Electric Mirrophonic Recording)
- Genre : western
- Durée : 94 minutes
- Dates de sortie : 
  - États-Unis : 30 novembre 1939 (première à New York), 29 décembre 1939 (sortie nationale)
  - France : 5 juin 1945[4] (6 novembre 1946)[1]
- Affiche : Constantin Belinsky (France)

## Distribution

Photos des acteurs principaux
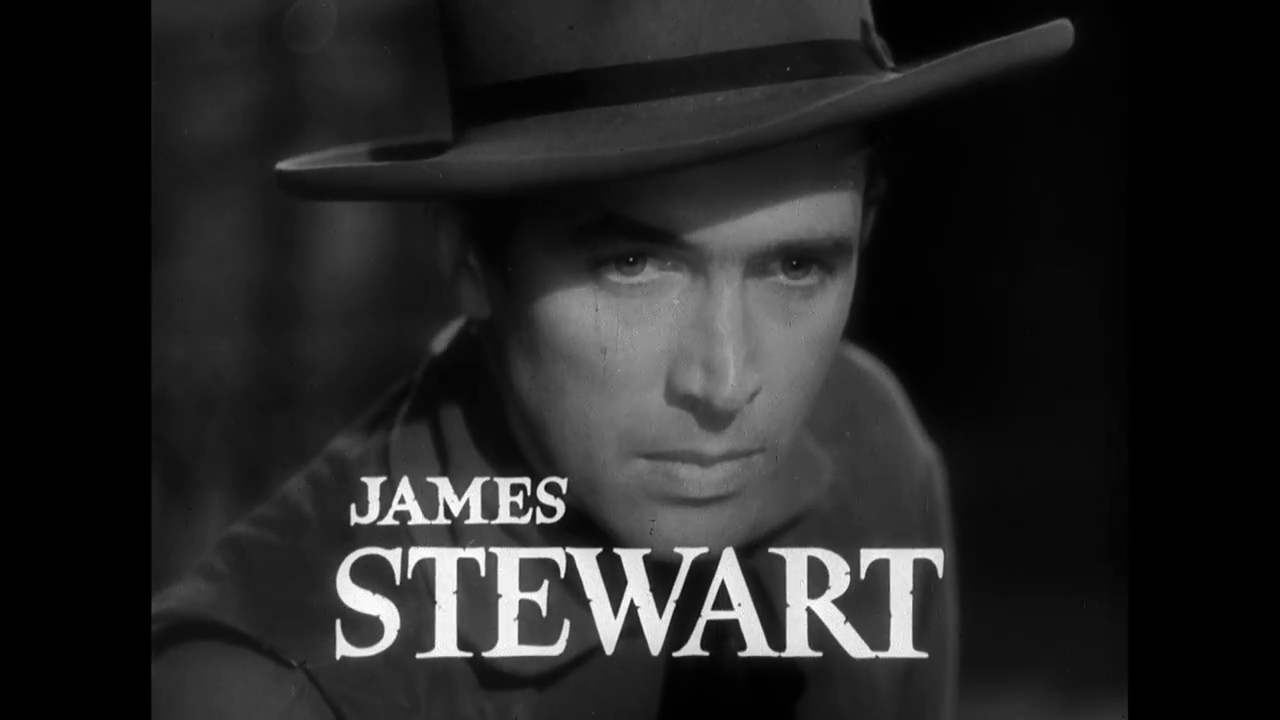
James Stewart
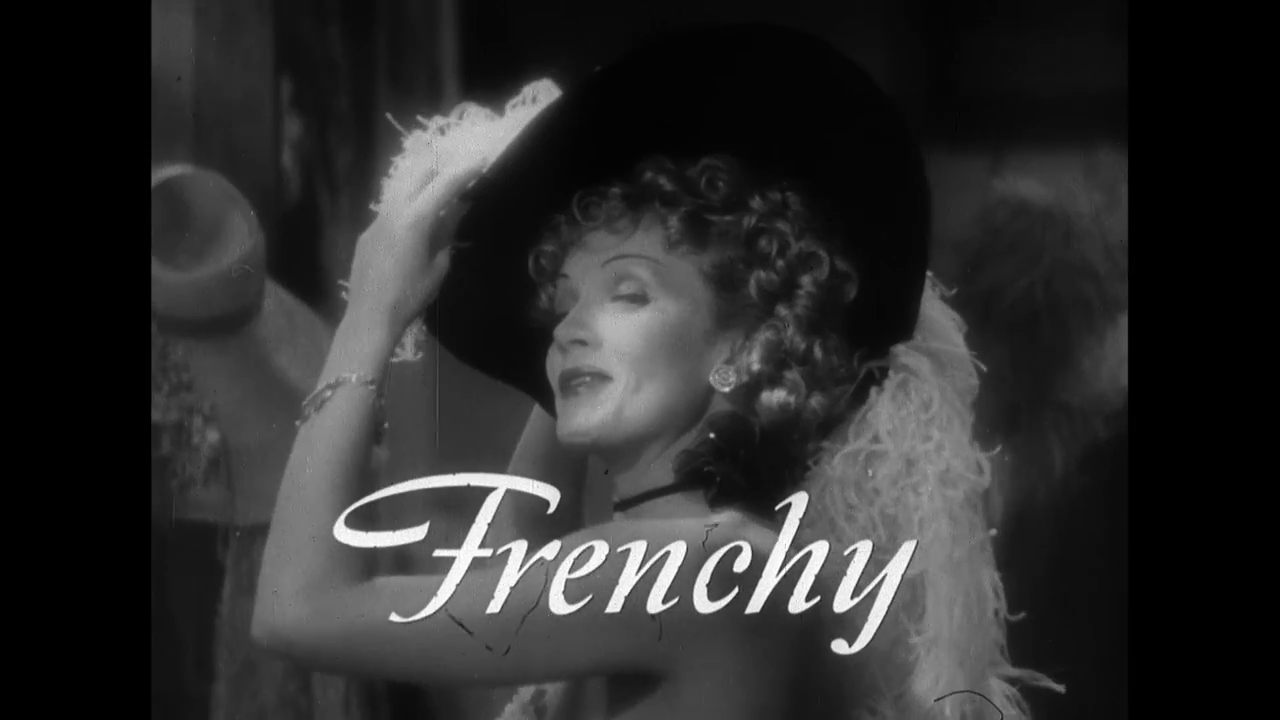
Marlene Dietrich
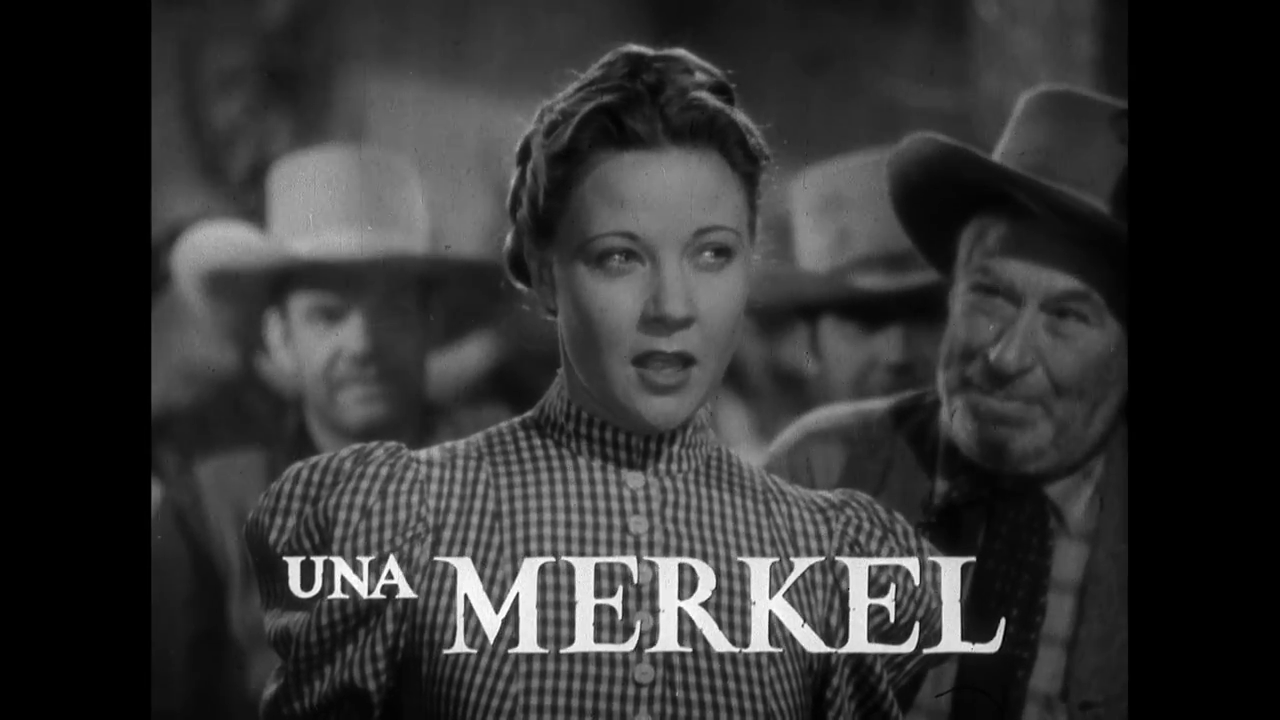
Una Merkel
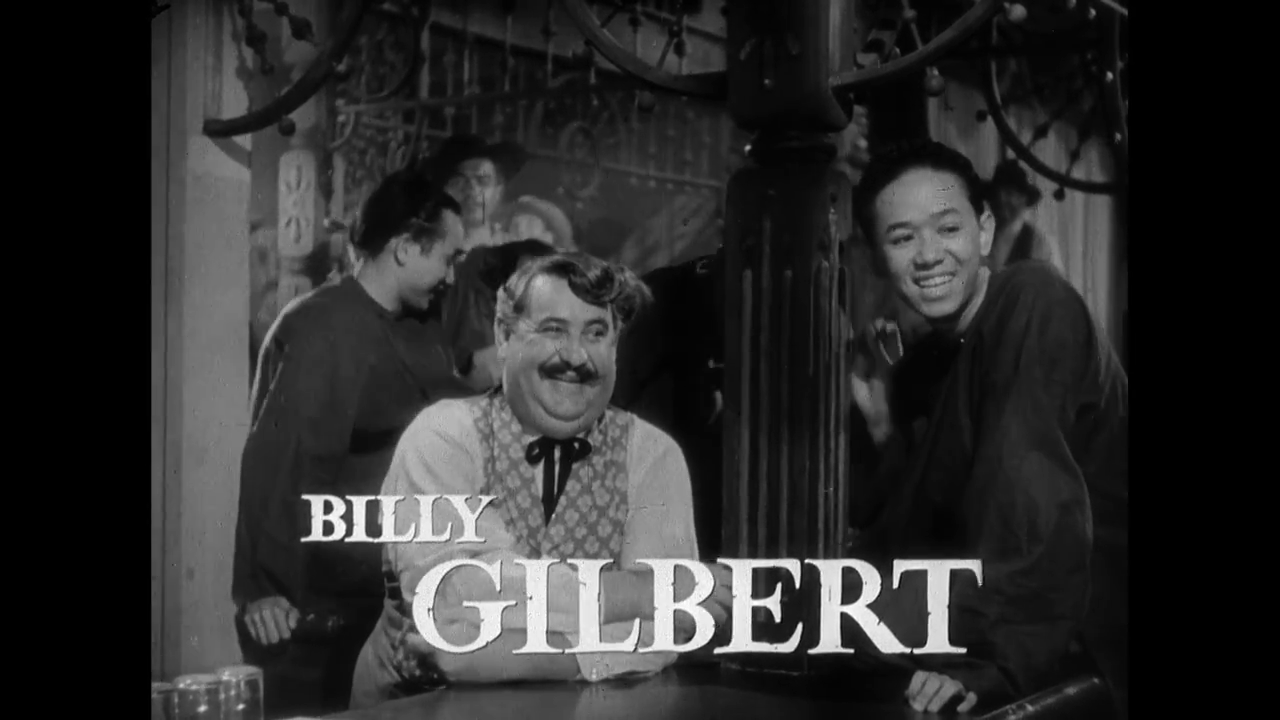
Billy Gilbert

- Marlene Dietrich : Frenchy
- James Stewart : Thomas Jefferson 'Tom' Destry Jr.
- Mischa Auer : Boris Alexandrovich Callahan (Savogrin)
- Charles Winninger : Washington 'Wash' Dimsdale
- Brian Donlevy : Kent
- Allen Jenkins : Gyp Watson
- Warren Hymer : Bugs Watson
- Irene Hervey : Janice Tyndall
- Una Merkel : Lily Belle Callahan Savogrin
- Billy Gilbert : Loupgerou
- Samuel S. Hinds : le juge Hiram J. Slade
- Jack Carson : Jack Tyndall
- Tom Fadden : Lem Claggett
- Virginia Brissac : Ma Sophie Claggett
- Edmund MacDonald : Rockwell
- Lillian Yarbo : Clara
- Joe King : le sherif Joseph Keogh
- Dickie Jones : Eli Whitney Claggett
- Ann E. Todd : la fille de Lem Claggett

Acteurs non crédités
- Richard Alexander : un cowboy
- John Big Tree : un indien au saloon
- Billy Bletcher : le pianiste
- Rudy Bowman : un habitant de Bottleneck
- Harry Cording : Creepy, l'homme qui prête ses revolvers à Tom
- Slim Gaut : un habitant de Bottleneck
- Lloyd Ingraham : le livreur avec la caisse de lapins
- Marjorie Kane : une fille du saloon
- Kermit Maynard : un vacher
- Philo McCullough : un barman
- Merrill McCormick : un villageois
- Betta St. John : la petite fille chantant dans le chariot
- William Steele : un cowboy
- Harry Tenbrook : le conducteur armé de la diligence
- Dan White : un ivrogne
- Blackie Whiteford : un juré

## Production

### Genèse
Le producteur de Universal Pictures, Joe Pasternak, rêve de faire tourner James Stewart dans un western, pour le changer de ses rôles dans les films de Frank Capra. Il envisage pour lui un remake du film Destry Rides Again (en) de 1932, avec Tom Mix, film narrant les aventures d'un fils de shérif revenant venger son père dans une ville de l'Ouest américain. Il montre le film au scénariste Felix Jackson  et lui demande de réfléchir à une nouvelle adaptation. Celui-ci lui répond : « Tu ne peux pas tourner ça avec Jimmy Stewart. Tom Mix passait son temps à taper sur tout le monde. Le fort de Jimmy, c'est son attitude passive. Tu n'en feras pas un type qui tire plus vite que son ombre. On peut voir les choses autrement ; raconter l'histoire d'un homme qui ne croit pas aux règlements de compte armés. ». Jackson suggère alors d'ajouter une fille dans le scénario, en lui disant de penser à Marlene Dietrich. C'est donc en pensant à elle que Jackson crée le personnage qu'il nomma Frenchy, afin de justifier l'accent de l'actrice en donnant à son personnage des racines européennes.

### Le choix des interprètes
Les directeurs de la Universal Pictures sont plus que sceptiques quant aux choix des deux acteurs principaux de Destry, d'autant que les studios connaissent une période difficile depuis le milieu des années 1930, et ont même été rachetés par leur principal créancier en 1936.

« Les directeurs de Universal étaient complètement opposés à l'idée de faire un film avec Marlene. À leur avis, elle ne ferait plus un sou de recettes. Le film qu'elle avait tourné en Angleterre, Le Chevalier sans armure, avait été un échec total. Elle était finie, un point c'est tout. C'est bien ce que disaient les exploitants, non ?
Et puis Jimmy Stewart ! Comment pouvais-je songer à ce gosse qui n'avait que la peau sur les os, ce garçon d'aspect fragile au visage tendre ? Destry était un homme, puissant et baraqué ! Un vrai désastre en perspective ! »

— Joe Pasternak.
Néanmoins, les studios finissent par accepter les choix de Pasternak, ce dernier venant de découvrir avec le bonheur que l'on sait l'actrice Deanna Durbin les années précédentes. James Stewart, heureux de tourner dans un western, signe sans hésiter. Dietrich est plus récalcitrante ; elle n'a pourtant pas tourné depuis 1937 et a été parmi les vedettes taxées de poison du box-office la même année. Au cours de l'été 1939, elle prend le soleil au Cap d'Antibes. Maria Riva, sa fille, raconte : « Nous étions en train de prendre le petit déjeuner dans la suite de ma mère quand mon père répondit au téléphone et annonça qu'un appel d'Hollywood allait arriver. Ma mère fronça les sourcils.

" A une heure pareille ? [...] Ça doit être quelque chose de stupide. " [...] " — C'est une communication avec préavis de Joseph Pasternak. "

Ma mère était manifestement agacée.

" Qui ça ? — Tu te souviens, il travaillait à la UFA pendant L'Ange bleu. C'est maintenant un producteur important chez Universal. Tu ferais mieux de lui parler. "

Ma mère regarda mon père d'un sale œil et prit le récepteur.

" Marlene Dietrich à l'appareil. Pourquoi m'appelez-vous dans le sud de la France ?"

Je revois les sourcils de ma mère s'arquer davantage encore sous l'effet de sa totale surprise, et je me souviens du au revoir glacial qu'elle prononça avant de raccrocher violemment et de s'exclamer : " Alors, pour le coup, voilà un vrai crétin de Hongrois ! Tu sais ce qu'il a dit ? Il veut que moi, je joue dans un western ! Avec James Stewart pour vedette ! C'est ridicule ! Ils deviennent plus stupides de jour en jour là-bas à Hollywood ! " ».
Le soir même, après avoir pris conseil auprès de son mari et de Josef von Sternberg, elle donna son accord à Pasternak et prépara ses valises pour Hollywood. Sur les conseils de Joseph Kennedy, Charles Feldman devint alors son agent et négocia son contrat, avec un cachet de 75 000 dollars pour son rôle. D'après sa fille, le fait que le film ne repose pas sur ses épaules - mais sur celles de Stewart - lui facilitait les choses, et « dans Destry, Dietrich fut excellente. »

### Tournage

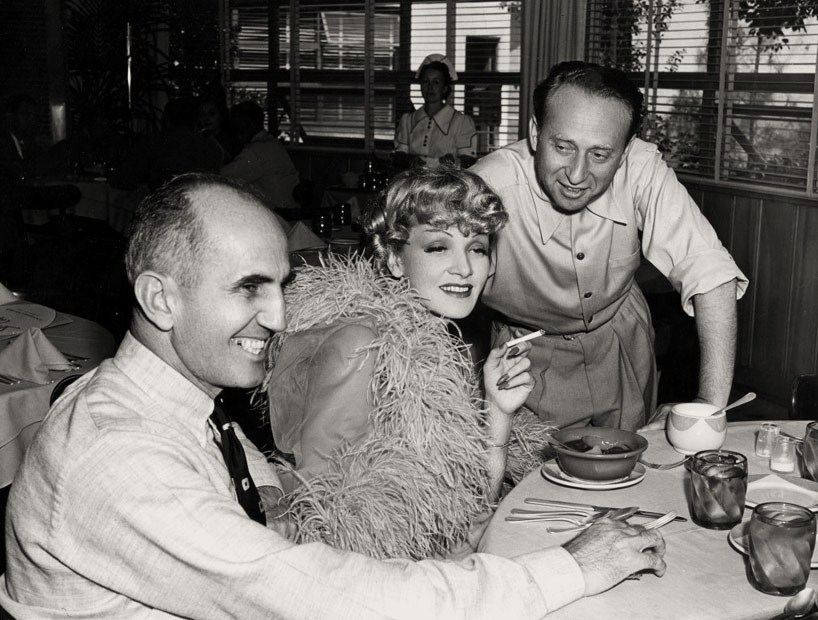
George Marshall, Marlene Dietrich et Joe Pasternak sur le tournage du film.

- Dietrich, avec la costumière Vera West, prépare ses costumes dont une robe de saloon dans laquelle elle fait intégrer un soutien-gorge, (elle s'en souviendra plus tard lors de ses récitals) pour qu'elle puisse bouger à son aise. Avec sa coiffeuse personnelle, Marlene élabore une coiffure de « poule de saloon », avec quantité de fausses mèches blondes en tire-bouchon, « comme Shirley Temple, mais sensuelle. » L'actrice travaille ensuite avec Friedrich Hollander et Frank Loesser qui lui composent notamment The boys in the backroom.
- Maria Riva, la fille de Marlene, raconte que la publicité autour de ce film pendant son tournage fut importante : « Dietrich faisait de nouveau parler d'elle. On racontait que Destry allait tout casser au box-office. L'alchimie entre ses deux vedettes était décrite comme “torride”, et See What the Boys in the Back Room Will Have, une chanson écrite pour le film, allait certainement faire un succès. Le département Publicité de la Paramount buvait du petit lait[8]. » En effet, depuis 1937, Marlene n'avait pas tourné, les propriétaires américains des salles indépendantes la qualifiant - avec d'autres comme Greta Garbo ou Bette Davis - « d'épouvantail du box-office ». La Paramount, en février 1938 avait même préféré ne pas renouveler son contrat - alors qu'il prévoyait qu'elle lui devait encore un film - et lui verser deux cent cinquante mille dollars d'indemnité[9]. Le cachet de Dietrich pour ce film sera d'ailleurs de soixante quinze mille dollars, assez peu finalement au regard de ses revenus précédent[2].
- La scène dans laquelle Marlene se bat avec l'actrice Una Merkel est anthologique[10]. Le réalisateur préféra pourtant dans un premier temps faire doubler les deux femmes, devant les risques de blessures encourus. Néanmoins, l'énorme publicité qui pouvait ressortir du tournage de cette scène avec Marlene l'emporta, et une infirmerie fut installée près du studio, « au cas où... Marshall cria “coupez” et un tonnerre d'applaudissements éclata. La presse décrivit la scène comme “le plus beau match de boxe depuis Tunney et Dempsey”[11]. »

## Critiques
Pour Homer Dickens, Femme ou Démon est « un véritable festival du western avec tout l'arsenal de bagarres, de tueries, de scènes comiques, de clownerie que cela comporte » et il ajoute que ce film « fait figure de classique ».
Pour Vincent Pinel, c'est « un western qui mélange joyeusement les genres : action, comédies, chansons, (...) et qui louche hardiment du côté de l'opérette. »
Pour Alain Paucard, « avec ce western, le genre semble - enfin - rentrer dans l'âge adulte ». Il juge « Stewart excellent », la « photo sublime » et « Marlene égale à elle-même ».
Pour Thierry de Navacelle, « le film est très bien mené, les acteurs parfaitement choisis et l'action soutenue ».
Pour Juliette Michaud, Femme ou Démon est « un mélange de comédie et de western glamour des plus baroques. »

## Autour du film

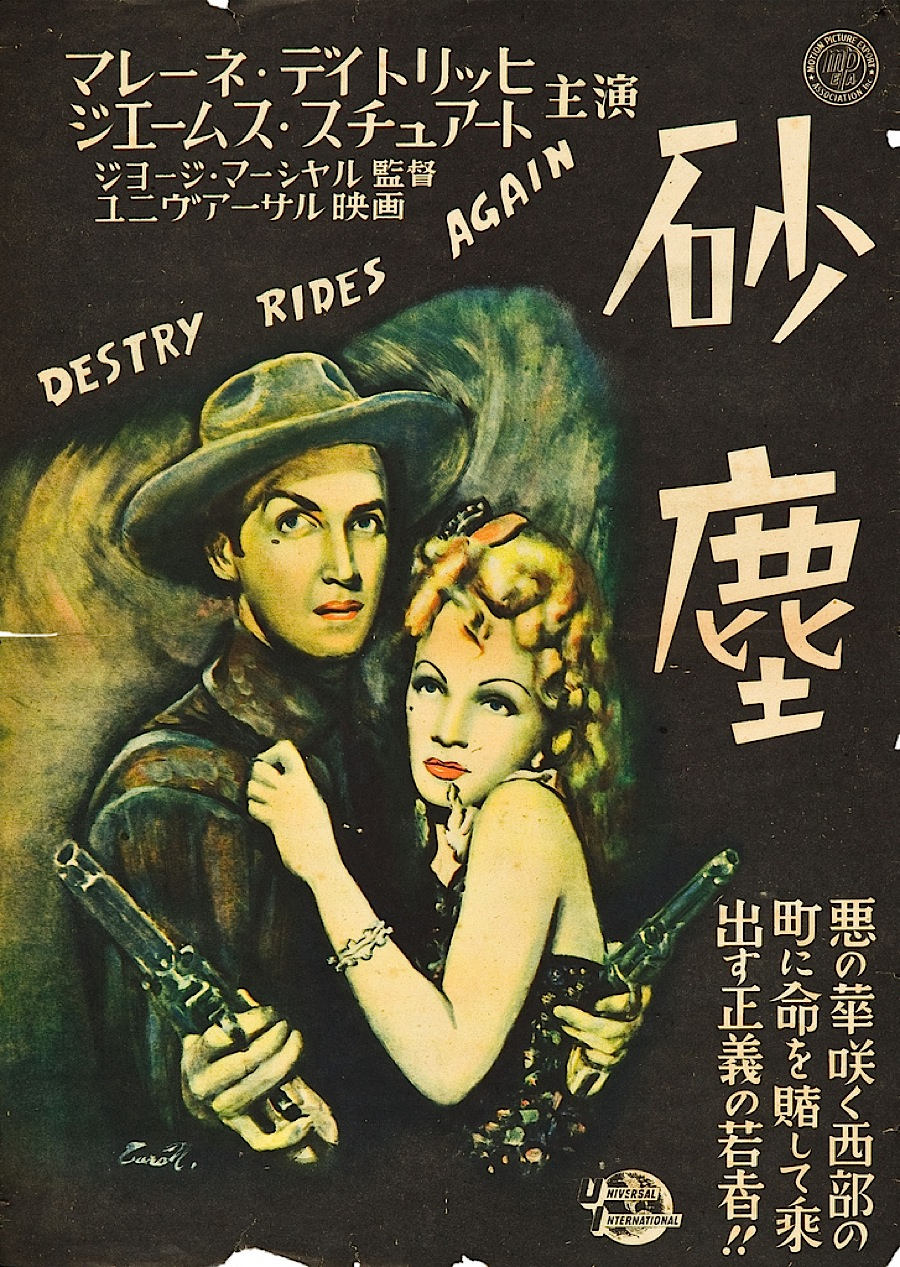
L'affiche japonaise du film

- Ce film est un remake d'un western de Tom Mix sorti en 1932. George Marshall tournera à son tour un remake de son film en 1954 intitulé Le Nettoyeur[15].
- Le film est un succès aux États-Unis et permet à Marlene Dietrich de redevenir une actrice de premier plan[10],[16].
- Le film est inscrit sur la liste du National Film Registry en 1996.
- Marlene Dietrich et James Stewart se retrouveront en 1951 sur le tournage du film Le Voyage fantastique sous la direction d'Henry Koster.